# Kiskászon
Kiskászon (románul Cașinu Mic) falu Romániában Kovászna megyében.

## Fekvése
Kézdivásárhelytől 7 km-re északra a Perkő nyugati lábánál a Kászon-patak völgyében fekszik.

## Története
Területe ősidők óta lakott. A Vár-patakának jobb oldalán emelkedő magas hegyorron, melyet Várélinek neveznek a Cecevárnak nevezett bronzkori ősvár nyomai vannak. A vár valószínűleg a középkorban is használatban volt, sorsa ismeretlen. A falu 1567-ben Kyskazon néven szerepel. 1910-ben 1217 magyar lakosa volt. A trianoni békeszerződésig Háromszék vármegye Kézdi járásához tartozott. 1992-ben 319 lakosából 318 magyar és 1 román volt.

## Látnivalók
- Római katolikus temploma Árpád-házi Szent Margit tiszteletére épült.
- A falu borvízforrásairól híres.